# Huis Overburgh

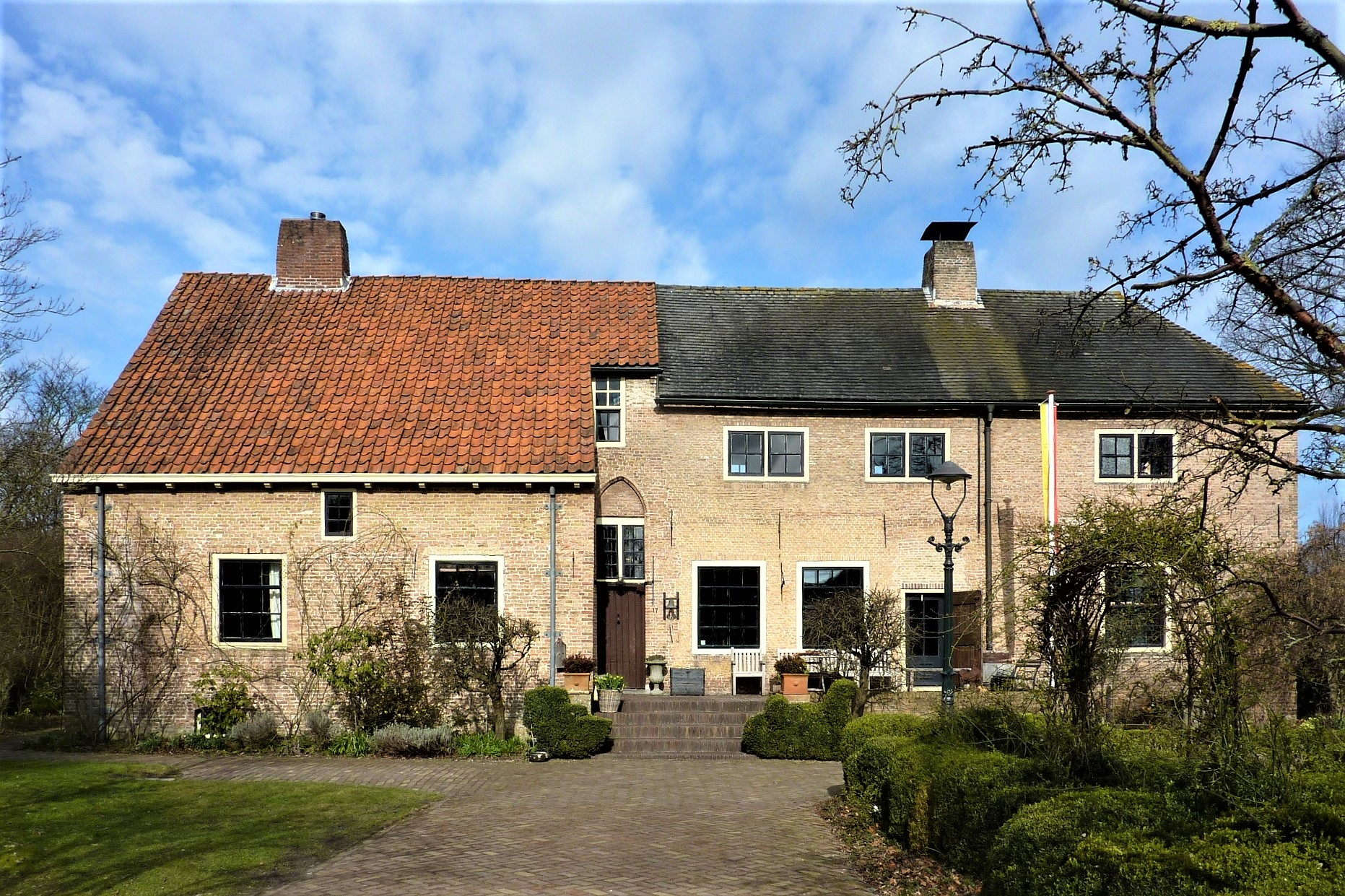
Das Huis Overburgh in Oostvoorne

Das Huis Overburgh ist ein als niederländisches Rijksmonument eingestuftes Bauwerk der Backsteingotik in Oostvoorne, einem Ortsteil von Voorne aan Zee in der Provinz Zuid-Holland.

## Beschreibung
Das Huis Overburgh befand sich ursprünglich im Bereich der Vorburg der Burg Oostvoorne, von der heute nur noch die Ruine der Kernburg östlich des Hauses erhalten ist. Die Adlige Machteld van Voorne gründete hier 1349 an der Burgkapelle St. Pankratius ein Stiftskapitel, das aus acht Chorherren und einem Dekan bestand. Das Huis Overburgh diente als Stiftsherrenhaus.
Das heutige Gebäude entstand im Kern um das Jahr 1456 kurz nach einem Brand.  Nach 1571 wurde das Gebäude nach Aufhebung des Stifts im Zuge der Reformation erweitert und zu einem Bauernhaus umgebaut. Nach Sturmschäden 1911 wurde das Gebäude 1921 restauriert. Im Inneren hat sich ein spätgotischer Kamin erhalten.